# X-Фактор (сезон 1)
«И́кс-Фа́ктор»— украинская версия британского проекта The X Factor— музыкального талант-шоу, основной целью которого является поиск и развитие песенного таланта конкурсантов. Все конкурсанты выбираются путём публичных прослушиваний.
Кастинги прошли в крупнейших городах Украины: Днепропетровске, Львове, Донецке, Одессе, Харькове и Киеве. Предкастинги также прошли в Полтаве, Луганске, Запорожье, Симферополе, Николаеве, Черновцах, Ужгороде, Луцке и Ровно.
Шоу стартовало на канале СТБ 4 сентября 2010 года.
Победителем стал Алексей Кузнецов, набравший в финальном голосовании 305 547 голосов и опередивший Марию Рак, за которую отдано 221 720 голосов.

## Прослушивания
Прослушивания были показаны с 4 сентября по 10 октября в следующем порядке: Днепропетровск (4 сентября), Львов (11 сентября), Донецк (18 сентября), Одесса (25 сентября), Харьков (3 октября), Киев (10 октября). Прослушивание в Киеве собрало рекордное количество участников — последней возможностью попасть на шоу воспользовалось более 7 тысяч человек

## Тренировочный лагерь
30 тысяч человек приняли участие в кастингах шоу, но только сотня лучших попала в тренировочный лагерь.
Первым заданием в тренировочном лагере было спеть песню в составе трио (или квартета). Участники получали песню и выступали перед судьями, после чего отсев проходил там же, на сцене.
После этого тура в шоу осталось 50 участников. Им предстояло подготовить сольное выступление, выбрав одну из 30 предложенных песен. У многих других участников, показавших себя с лучшей стороны на ранних эфирах, возникли проблемы с этим этапом
Судьи шоу Х-фактор разделили исполнителей на 4 группы по 6 человек в каждой — девушки от 14 до 25 лет, парни от 14 до 25 лет, музыкальные коллективы и участники старше 25 лет. Только 24 участника прошли в полуфинал. Кроме того, на этом этапе было образовано два дуэта — Иван Сафаров и Дмитрий Монатик, Денис Повалий и Александр Павлик.
Также на этом этапе категории узнали своих будущих наставников.
Музыкальные коллективы достались Серёге, туда вошли следующие участники:
Денис Повалий — Александр Павлик

Группа Дети капитана Гранта

Дмитрий Монатик — Иван Сафаров

Трио Partysons

Дуэт Паприка

Коллектив Ред Роузес
Девушки возрастом от 14 до 25 лет достались Игорю Кондратюку
Мария Рак

Настя Пустовит

Ольга Богатыренко

Таня Зотова

Маша Стасюк

Азиза Ибрагимова
Парни от 14 до 25 лет будут опекаться Ёлкой
Ярослав Радионенко

Алексей Кузнецов

Дмитрий Скалозубов

Александр Кривошапко

Анатолий Половнюк

Андрей Осадчук
Участников старше 25 лет будет подтягивать в вокальном мастерстве Сергей Соседов
Лиза Гордиенко

Юрий Богуславский

Владимир Ткаченко

Владимир Пигоцкий

Сергей Семенов

Ирина Борисюк

## Визит к судьям
Последний отбор перед прямыми эфирами — визит к судьям домой.
На вилле Игоря Кондратюка вершились судьбы девушек-участниц. На помощь в выборе финалисток в гости к украинскому продюсеру приехал победитель «Евровидения-2009» Александр Рыбак.
Певица Ёлка пригласила в гости лидера группы «Ногу свело!» Максима Покровского.
Рэпер Серёга позвал на помощь оперную диву Любовь Казарновскую.
Сергей Соседов вместе с певицей Лолитой выбирали финалистов в категории «25 лет и старше».
Во время данного этапа был расформирован дуэт, созданный судьями на предыдущем этапе — вместо Дениса Повалия (отстранён заочно Серёгой за вздор), с Александром Павликом будет петь участник из категории «участники старше 25 лет» — Сергей Семенов.

## 12 участников прямых эфиров
Цветовой ключ:
     — Победитель
     — Суперфиналист
     — Финалист
     — Полуфиналист
     — Участник выбыл по результатам зрительского голосования
     — Участники, выбывшие по решению судей
     — Участник занял последнее место
| Категория                       | ТОП 12                           | ТОП 12                                    | ТОП 12                                 |
| ------------------------------- | -------------------------------- | ----------------------------------------- | -------------------------------------- |
| Сергей Соседов (25+)            | Владимир Ткаченко Финалист       | Ирина Борисюк 5-6 место                   | Юрий Богуславский 12 место             |
| Ёлка (парни 14-25)              | Алексей Кузнецов Победитель      | Александр Кривошапко Финалист             | Дмитрий Скалозубов 10 место            |
| Серёга (коллективы)             | «Дети капитана Гранта» 5-6 место | Александр Павлик и Сергей Семёнов 7 место | Дмитрий Монатик и Иван Сафаров 9 место |
| Игорь Кондратюк (девушки 14-25) | Мария Рак Суперфиналист          | Татьяна Зотова 8 место                    | Мария Стасюк 11 место                  |

## Общие результаты
| — | 1-е место                                    |
| — | 2-е место                                    |
| — | Участники, попавшие в номинацию на выбывание |
| — | Выбывшие участники                           |
| — | Возвращенные участники                       |

|                                   | 1 неделя                     | 2 неделя                                 | 3 неделя                        | 4 неделя                                 | 5 неделя                                | 6 неделя                          | 7 неделя                               | 8 неделя                               | Полуфинал                              | Финал                                  | Финал                                  |  |
| 1 января                          | 1 неделя                     | 2 неделя                                 | 3 неделя                        | 4 неделя                                 | 5 неделя                                | 6 неделя                          | 7 неделя                               | 8 неделя                               | Полуфинал                              | 8 января                               |                                        |  |
| --------------------------------- | ---------------------------- | ---------------------------------------- | ------------------------------- | ---------------------------------------- | --------------------------------------- | --------------------------------- | -------------------------------------- | -------------------------------------- | -------------------------------------- | -------------------------------------- | -------------------------------------- |  |
| Алексей Кузнецов                  | Спасен                       | Спасен                                   | Спасен                          | Спасен                                   | Спасен                                  | Спасен                            | Спасен                                 | Спасен                                 | Спасен                                 | Спасен                                 | 1 место                                |  |
| Мария Рак                         | Спасена                      | Спасена                                  | Спасена                         | Спасена                                  | Спасена                                 | Спасена                           | Спасена                                | Спасена                                | Спасена                                | Спасена                                | 2-е место                              |  |
| Александр Кривошапко              | Спасен                       | Спасен                                   | Спасен                          | Спасен                                   | Спасен                                  | Спасен                            | Выбыл                                  | Возвращен                              | Спасен                                 | 3-4 место                              | Выбыл (Финал)                          |  |
| Владимир Ткаченко                 | Спасен                       | Спасен                                   | Десятый                         | Спасен                                   | Спасен                                  | Спасен                            | Спасен                                 | Спасен                                 | Спасен                                 | 3-4 место                              | Выбыл (Финал)                          |  |
| Ирина Борисюк                     | Спасена                      | Спасена                                  | Спасена                         | Спасена                                  | Спасена                                 | Спасена                           | Спасена                                | Спасена                                | 5-6 место                              | Выбыла (Полуфинал)                     | Выбыла (Полуфинал)                     |  |
| Дети Капитана Гранта              | Спасены                      | Спасены                                  | Спасены                         | Спасены                                  | Восьмые                                 | Спасены                           | Спасены                                | Спасены                                | 5-6 место                              | Выбыли (Полуфинал)                     | Выбыли (Полуфинал)                     |  |
| Александр Павлик и Сергей Семенов | Спасены                      | Спасены                                  | Спасены                         | Спасены                                  | Спасены                                 | Спасены                           | Спасены                                | Выбыли                                 | Выбыли (8 неделя)                      | Выбыли (8 неделя)                      | Выбыли (8 неделя)                      |  |
| Татьяна Зотова                    | Спасена                      | Спасена                                  | Спасена                         | Спасена                                  | Спасена                                 | Выбыла                            | Выбыла (6 неделя)                      | Выбыла (6 неделя)                      | Выбыла (6 неделя)                      | Выбыла (6 неделя)                      | Выбыла (6 неделя)                      |  |
| Дима Монатик и Ваня Сафаров       | Спасены                      | Спасены                                  | Спасены                         | Спасены                                  | Девятые                                 | Выбыли (5 неделя)                 | Выбыли (5 неделя)                      | Выбыли (5 неделя)                      | Выбыли (5 неделя)                      | Выбыли (5 неделя)                      | Выбыли (5 неделя)                      |  |
| Дмитрий Скалозубов                | Спасен                       | Спасен                                   | Спасен                          | Выбыл                                    | Выбыл (4 неделя)                        | Выбыл (4 неделя)                  | Выбыл (4 неделя)                       | Выбыл (4 неделя)                       | Выбыл (4 неделя)                       | Выбыл (4 неделя)                       | Выбыл (4 неделя)                       |  |
| Мария Стасюк                      | Спасена                      | Спасена                                  | Одиннадцатая                    | Выбыла (3 неделя)                        | Выбыла (3 неделя)                       | Выбыла (3 неделя)                 | Выбыла (3 неделя)                      | Выбыла (3 неделя)                      | Выбыла (3 неделя)                      | Выбыла (3 неделя)                      | Выбыла (3 неделя)                      |  |
| Юрий Богуславский                 | Выбыл                        | Выбыл (1 неделя)                         | Выбыл (1 неделя)                | Выбыл (1 неделя)                         | Выбыл (1 неделя)                        | Выбыл (1 неделя)                  | Выбыл (1 неделя)                       | Выбыл (1 неделя)                       | Выбыл (1 неделя)                       | Выбыл (1 неделя)                       | Выбыл (1 неделя)                       |  |
|                                   |                              |                                          |                                 |                                          |                                         |                                   |                                        |                                        |                                        |                                        |                                        |  |
| Номинация                         | Мария Рак, Юрий Богуславский | Дети капитана Гранта, Дмитрий Скалозубов | Владимир Ткаченко, Мария Стасюк | Дети капитана Гранта, Дмитрий Скалозубов | Дети капитана Гранта, Монатик и Сафаров | Мария Рак, Татьяна Зотова         | Александр Кривошапко, Павлик и Семенов | Результаты по зрительскому голосованию | Результаты по зрительскому голосованию | Результаты по зрительскому голосованию | Результаты по зрительскому голосованию |  |
| Судьи голосовали за               | Спасение                     | Спасение                                 | Спасение                        | Спасение                                 | Спасение                                | Спасение                          | Спасение                               | Результаты по зрительскому голосованию | Результаты по зрительскому голосованию | Результаты по зрительскому голосованию | Результаты по зрительскому голосованию |  |
| Выбор Ёлки                        | Мария Рак                    | Дмитрий Скалозубов                       | Мария Стасюк                    | Дмитрий Скалозубов                       | Монатик и Сафаров                       | Мария Рак                         | Александр Кривошапко                   | Результаты по зрительскому голосованию | Результаты по зрительскому голосованию | Результаты по зрительскому голосованию | Результаты по зрительскому голосованию |  |
| Выбор Кондратюка                  | Мария Рак                    | Дмитрий Скалозубов                       | Мария Стасюк                    | Дети капитана Гранта                     | Дети капитана Гранта                    | Не был озвучен (не имел значения) | Павлик и Семенов                       | Результаты по зрительскому голосованию | Результаты по зрительскому голосованию | Результаты по зрительскому голосованию | Результаты по зрительскому голосованию |  |
| Выбор Серёги                      | Мария Рак                    | Дети капитана Гранта                     | Владимир Ткаченко               | Дети капитана Гранта                     | Монатик и Сафаров                       | Мария Рак                         | Павлик и Семенов                       | Результаты по зрительскому голосованию | Результаты по зрительскому голосованию | Результаты по зрительскому голосованию | Результаты по зрительскому голосованию |  |
| Выбор Соседова                    | Юрий Богуславский            | Дети капитана Гранта                     | Владимир Ткаченко               | Дети капитана Гранта                     | Дети капитана Гранта                    | Мария Рак                         | Павлик и Семенов                       | Результаты по зрительскому голосованию | Результаты по зрительскому голосованию | Результаты по зрительскому голосованию | Результаты по зрительскому голосованию |  |

## Прямые эфиры

### Первый раунд (30 октября)
- Тема раунда: Радиохиты
- Групповое выступление: «We are the world»
- Приглашённый гость: Lara Fabian — «Adagio», «Demain N’existe Pas», «Mademoiselle Hyde»

|                                   | Порядок | Песня                  | Оригинал                        | Результат |
| --------------------------------- | ------- | ---------------------- | ------------------------------- | --------- |
| Мария Рак                         | 1       | «Funhouse»             | Pink                            | Номинация |
| Алексей Кузнецов                  | 2       | «A mi manera (My Way)» | Frank Sinatra                   | Спасен    |
| Ваня Сафаров и Дима Монатик       | 3       | «Rise & Fall»          | Craig David                     | Спасены   |
| Владимир Ткаченко                 | 4       | «Supreme»              | Robbie Williams                 | Спасен    |
| Татьяна Зотова                    | 5       | «Прости за любовь»     | Юлия Савичева                   | Спасена   |
| Александр Павлик и Сергей Семенов | 6       | «Обернитесь»           | Григорий Лепс и Валерий Меладзе | Спасены   |
| Юрий Богуславский                 | 7       | «Il tempo se ne va»    | Адриано Челентано               | Номинация |
| Мария Стасюк                      | 8       | «Танцы»                | Бьянка                          | Спасена   |
| Александр Кривошапко              | 9       | «Je T’aime»            | Lara Fabian                     | Спасен    |
| «Дети капитана Гранта»            | 10      | «Вахтерам»             | Бумбокс                         | Спасены   |
| Дмитрий Скалозубов                | 11      | «Sway»                 | Dean Martin                     | Спасен    |
| Ирина Борисюк                     | 12      | «Кому? Зачем?»         | Ирина Дубцова и Полина Гагарина | Спасён    |
| Песня за жизнь                    |         |                        |                                 |           |
| Юрий Богуславский                 | 1       | «Город в пробках»      | Сергей Трофимов                 | Выбыл     |
| Мария Рак                         | 2       | «Because of you»       | Kelly Clarkson                  | Прошла    |

### Второй раунд (6 ноября)
- Тема раунда: Песни Аллы Пугачевой
- Групповое выступление: «Сто друзей»
- Приглашённый гость: Артем Семенов — «Монолог», Валерий Меладзе — Вопреки, Небеса, Салют, Вера

|                                   | Порядок | Песня                  | Результат |
| --------------------------------- | ------- | ---------------------- | --------- |
| Ваня Сафаров и Дима Монатик       | 1       | «Расскажите птицы»     | Спасены   |
| Александр Кривошапко              | 2       | «Опять метель»         | Спасен    |
| Ирина Борисюк                     | 3       | «Любовь одна виновата» | Спасена   |
| Татьяна Зотова                    | 4       | «На Тихорецкую»        | Спасена   |
| Дмитрий Скалозубов                | 5       | «Эти летние дожди»     | Номинация |
| Александр Павлик и Сергей Семенов | 6       | «Озеро надежды»        | Спасены   |
| Мария Рак                         | 7       | «Три счастливых дня»   | Спасена   |
| Владимир Ткаченко                 | 8       | «Я пою»                | Спасен    |
| Мария Стасюк                      | 9       | «Ты на свете есть»     | Спасена   |
| Алексей Кузнецов                  | 10      | «Не отрекаются любя»   | Спасен    |
| «Дети капитана Гранта»            | 11      | «Балалайка»            | Номинация |
| Песня за жизнь                    |         |                        |           |
| Дмитрий Скалозубов                | 1       | «Let My People Go»     | Прошел    |
| "Дети капитана Гранта             | 2       | «Ракета»               | Прошли    |

### Третий раунд (13 ноября)
- Тема раунда: Песни из мюзиклов
- Групповое выступление: Queen — «We Will Rock You»
- Приглашённый гость: Океан Эльзы — «Там де нас нема», «З тобою», «Я так хочу»
- Победитель «Х-Фактор Онлайн»: Мария Сазонова — «I Have Nothing»

|                                   | Порядок | Песня                      | Мюзикл             | Результат |
| --------------------------------- | ------- | -------------------------- | ------------------ | --------- |
| Александр Кривошапко              | 1       | «New York, New York»       | Frank Sinatra      | Спасен    |
| Владимир Ткаченко                 | 2       | «Le Temps des Cathédrales» | Нотр-Дам де Пари   | Номинация |
| Александр Павлик и Сергей Семенов | 3       | «The Show Must Go On»      | Элтон Джон         | Спасены   |
| Алексей Кузнецов                  | 4       | «Я то что надо»            | Браво              | Спасен    |
| Ирина Борисюк                     | 5       | «Ищу тебя»                 | Татьяна Анциферова | Спасена   |
| Ваня Сафаров и Дима Монатик       | 6       | «Little Susie»             | Michael Jackson    | Спасены   |
| Мария Стасюк                      | 7       | «Желтые ботинки»           | Жанна Агузарова    | Номинация |
| «Дети капитана Гранта»            | 8       | «Belle»                    | Нотр-Дам де Пари   | Спасены   |
| Мария Рак                         | 9       | «Cabaret»                  | Liza Minnelli      | Спасена   |
| Татьяна Зотова                    | 10      | «The Winner Takes It All»  | ABBA               | Спасена   |
| Дмитрий Скалозубов                | 11      | «Я тебя никогда не забуду» | Юнона и Авось      | Спасен    |
| Песня за жизнь                    |         |                            |                    |           |
| Мария Стасюк                      | 1       | «A Mother’s Prayer»        | Celine Dion        | Выбыла    |
| Владимир Ткаченко                 | 2       | «It’s My Life»             | Bon Jovi           | Прошел    |

### Четвертый раунд (20 ноября)
- Тема раунда: Песни о любви
- Групповое выступление: «Любовь настала»
- Приглашённый гость: Дима Билан — По парам, Невозможное возможно, «Believe Me»
- Победитель «Х-Фактор Онлайн»: Елена Нова — «I Believe I Can Fly»

|                                   | Порядок | Песня                    | Оригинал                   | Результат |
| --------------------------------- | ------- | ------------------------ | -------------------------- | --------- |
| Александр Павлик и Сергей Семенов | 1       | «Она не твоя»            | Григорий Лепс и Стас Пьеха | Спасены   |
| Татьяна Зотова                    | 2       | «Ты отпусти»             | Тина Кароль                | Спасена   |
| Ваня Сафаров и Дима Монатик       | 3       | «Без бою»                | Океан Эльзы                | Спасены   |
| Владимир Ткаченко                 | 4       | «Это здорово»            | Николай Носков             | Спасен    |
| Мария Рак                         | 5       | «Without You»            | Mariah Carey               | Спасена   |
| Дмитрий Скалозубов                | 6       | «Нет тебя прекрасней»    | Юрий Антонов               | Номинация |
| Александр Кривошапко              | 7       | «Вечная любовь»          | Шарль Азнавур              | Спасен    |
| «Дети капитана Гранта»            | 8       | «20 лет спустя»          | Юрий Антонов               | Номинация |
| Ирина Борисюк                     | 9       | «А напоследок я скажу»   | Валентина Пономарева       | Спасена   |
| Алексей Кузнецов                  | 10      | «Regresa A Mi»           | Il Divo                    | Спасен    |
| Песня за жизнь                    |         |                          |                            |           |
| Дмитрий Скалозубов                | 1       | «Спокойной ночи господа» |                            | Выбыл     |
| «Дети капитана Гранта»            | 2       | «World Hold On»          | Bob Sinclar                | Прошли    |

### Пятый раунд (27 ноября)
- Тема раунда: Легендарные песни
- Групповое выступление: Pink Floyd — «Another Brick In The Wall»
- Приглашённый гость: Би-2 — «Вечная призрачная встречная», «Bowie», «Полковнику никто не пишет»
- Победитель «Х-Фактор Онлайн»: Владислав Старанов — «Беспечный ангел»

|                                   | Порядок | Песня                                | Оригинал           | Результат |
| --------------------------------- | ------- | ------------------------------------ | ------------------ | --------- |
| Алексей Кузнецов                  | 1       | «Как молоды мы были»                 | Александр Градский | Спасен    |
| Ваня Сафаров и Дима Монатик       | 2       | «Sorry Seems To Be The Hardest Word» | Elton John         | Номинация |
| Александр Кривошапко              | 3       | «Caruso»                             | Luciano Pavarotti  | Спасен    |
| Татьяна Зотова                    | 4       | «Маленький принц»                    | Елена Камбурова    | Спасена   |
| «Дети капитана Гранта»            | 5       | «Yesterday»                          | Beatles            | Номинация |
| Ирина Борисюк                     | 6       | «Ніч яка місячна»                    |                    | Спасена   |
| Александр Павлик и Сергей Семенов | 7       | «From Souvenirs to Souvenirs»        | Demis Roussos      | Спасены   |
| Мария Рак                         | 8       | «It Must Have Been Love»             | Roxette            | Спасена   |
| Владимир Ткаченко                 | 9       | «Earth Song»                         | Michael Jackson    | Спасен    |
| Песня за жизнь                    |         |                                      |                    |           |
| Ваня Сафаров и Дима Монатик       | 1       | «Numb»                               | Linkin Park        | Выбыли    |
| «Дети капитана Гранта»            | 2       | «Hero»                               | Nickelback         | Прошли    |

### Шестой раунд (4 декабря)
- Тема раунда: Песни из кинофильмов
- Групповое выступление: «Can You Feel The Love Tonight»
- Приглашённый гость: Город 312 — «Вне зоны доступа», «Невидимка», «Обернись»
- Победитель «Х-Фактор Онлайн»: Артур Сошин — «Молитва» из к/ф «Мусорщик»

|                                   | Порядок | Песня                   | Фильм                      | Результат |
| --------------------------------- | ------- | ----------------------- | -------------------------- | --------- |
| Татьяна Зотова                    | 1       | «Последняя поэма»       | Вам и не снилось           | Номинация |
| Алексей Кузнецов                  | 2       | «А цыган идёт»          | Жестокий романс            | Спасен    |
| Александр Павлик и Сергей Семенов | 3       | «Есть только миг»       | Земля Санникова            | Спасены   |
| Владимир Ткаченко                 | 4       | «Песня о любви»         | Гардемарины, вперед!       | Спасен    |
| Мария Рак                         | 5       | «Позвони мне позвони»   | Карнавал                   | Номинация |
| «Дети капитана Гранта»            | 6       | «Останусь»              | Дневной дозор              | Спасены   |
| Ирина Борисюк                     | 7       | «Нам нужна одна победа» | Белорусский вокзал         | Спасена   |
| Александр Кривошапко              | 8       | «Баллада Атоса»         | Д'Артаньян и три мушкетера | Спасен    |
| Песня за жизнь                    |         |                         |                            |           |
| Татьяна Зотова                    | 1       | «Bring Me To Life»      | Evanescence                | Выбыла    |
| Мария Рак                         | 2       | «Fighter»               | Christina Aguilera         | Прошла    |

### Седьмой раунд (11 декабря)
- Тема раунда: Французские и итальянские хиты
- Групповое выступление: «Les Rois Du Monde»
- Приглашённый гость: Patricia Kaas — «Et s’il fallait le faire», «Мне нравится», «Mademoiselle chante le blues»
- Победитель «Х-Фактор Онлайн»: Кристина Осельски — «Hurt»

|                                   | Порядок | Песня                              | Оригинал             | Результат |
| --------------------------------- | ------- | ---------------------------------- | -------------------- | --------- |
| Ирина Борисюк                     | 1       | «Mon Mec a Moi»                    | Patricia Kaas        | Спасена   |
| Александр Павлик и Сергей Семенов | 2       | «Confessa»                         | Адриано Челентано    | Номинация |
| Александр Кривошапко              | 3       | «Tombe la neige»                   | Salvatore Adamo      | Номинация |
| Владимир Ткаченко                 | 4       | «Solo Noi»                         | Тото Кутуньо         | Спасен    |
| Мария Рак                         | 5       | «Pardonne-Moi Ce Caprice D’Enfant» | Мирей Матье          | Спасена   |
| Алексей Кузнецов                  | 6       | «Les feuilles mortes»              | Ив Монтан            | Спасен    |
| «Дети капитана Гранта»            | 7       | «Piu Che Puoi»                     | Эрос Рамазотти и Шер | Спасены   |
| Песня за жизнь                    |         |                                    |                      |           |
| Александр Кривошапко              | 1       | «Ария мистера Икс»                 | Георг Отс            | Выбыл     |
| Александр Павлик и Сергей Семенов | 2       | «Берега»                           | Григорий Лепс        | Прошли    |

### Восьмой раунд (18 декабря)
- Тема раунда: Песни Константина Меладзе

Каждый участник должен был исполнить по две песни.
- Групповое выступление: «Салют Вера»
- Приглашённый гость: Эмма Шапплин
- Победитель «Х-Фактор Онлайн»: Виктор Романченко — «Я не люблю вас»

Начиная с восьмого раунда, проект покидает участник, набравший наименьшее количество зрительских голосов.

Также в этом раунде в проект был возвращен Александр Кривошапко.
|                                   | Порядок | Песня                          | Оригинал            | Результат |
| --------------------------------- | ------- | ------------------------------ | ------------------- | --------- |
| Владимир Ткаченко                 | 1       | «Актриса»                      | Валерий Меладзе     | Спасен    |
| Владимир Ткаченко                 | 1       | «Без суеты»                    | Валерий Меладзе     | Спасен    |
| Мария Рак                         | 2       | «Квітка — душа»                | Нина Матвиенко      | Спасена   |
| Мария Рак                         | 2       | «Камикадзе»                    | Инь-Ян              | Спасена   |
| Александр Павлик и Сергей Семенов | 3       | «Осколки лета»                 | Валерий Меладзе     | Выбыли    |
| Александр Павлик и Сергей Семенов | 3       | «Спрячем слезы от посторонних» | Валерий Меладзе     | Выбыли    |
| Алексей Кузнецов                  | 4       | «Текила-Любовь»                | Валерий Меладзе     | Спасен    |
| Алексей Кузнецов                  | 4       | «Вопреки»                      | Валерий Меладзе     | Спасен    |
| Ирина Борисюк                     | 5       | «Мамо»                         | Анастасия Приходько | Спасена   |
| Ирина Борисюк                     | 5       | «Цветок и нож»                 | ВИА Гра             | Спасена   |
| «Дети капитана Гранта»            | 6       | «Небеса»                       | Валерий Меладзе     | Спасены   |
| «Дети капитана Гранта»            | 6       | «Я не могу без тебя»           | Валерий Меладзе     | Спасены   |

Прощальная песня: Александр Павлик и Сергей Семенов — Аэропорты

### Девятый раунд (25 декабря)
- Тема раунда: Песня в стиле диско. Романс.
- Групповое выступление: «Simply The Best»
- Приглашённый гость: Лолита Милявская — «Да я больше не хочу», «Иди и смотри», «Не кури»
- Победитель «Х-Фактор Онлайн»: Алла Колпаченко — «Golden Eye»

Начиная с восьмого раунда, проект покидает участник, набравший наименьшее количество зрительских голосов.
|                        | Тема   | Песня                  | Оригинал          | Результат |
| ---------------------- | ------ | ---------------------- | ----------------- | --------- |
| «Дети капитана Гранта» | Диско  | «Stayin' Alive»        | Bee Gees          | Выбыли    |
| «Дети капитана Гранта» | Романс | «Романс»               | Сплин             | Выбыли    |
| Александр Кривошапко   | Романс | «Забава»               | Александр Малинин | Спасен    |
| Александр Кривошапко   | Диско  | «One Way Ticket»       | Eruption          | Спасен    |
| Мария Рак              | Романс | «Мне нравится»         | Алла Пугачева     | Спасена   |
| Мария Рак              | Диско  | «I Will Survive»       | Gloria Gaynor     | Спасена   |
| Ирина Борисюк          | Диско  | «Venus»                | Bananarama        | Выбыла    |
| Ирина Борисюк          | Романс | «По улице моей»        | Алла Пугачева     | Выбыла    |
| Алексей Кузнецов       | Романс | «Очарована околдована» |                   | Спасен    |
| Алексей Кузнецов       | Диско  | «Felicità»             | Альбано           | Спасен    |
| Владимир Ткаченко      | Диско  | «Love To Hate You»     | Erasure           | Спасен    |
| Владимир Ткаченко      | Романс | «Напрасные слова»      | Александр Малинин | Спасен    |

Прощальная песня: «Дети капитана Гранта» — Я солдат, Ирина Борисюк — Минаэ день минаэ ніч

### Финал (1 января)
- Тема раунда: Песня с кастинга. Дуэт со звездой. Песня на выбор.
- Групповое выступление: «Happy New Year»
- Приглашённые гости: Тина Кароль — «Выше облаков», «Шиншилла», Александр Рыбак — «Небеса Европы», «Стрела амура»
- Победитель «Х-Фактор Онлайн»: Назар Туманик — «Bad Romance»

Начиная с восьмого раунда, проект покидает участник, набравший наименьшее количество зрительских голосов.
|                      | Тема                     | Песня                               | Оригинал       | Результат |
| -------------------- | ------------------------ | ----------------------------------- | -------------- | --------- |
| Мария Рак            | Песня с кастинга         | «Smells Like Teen Spirit»           | Nirvana        | Спасена   |
| Мария Рак            | Дуэт с Ларой Фабиан      | «Je Suis Malade»                    |                | Спасена   |
| Мария Рак            | Песня на выбор           | «О нем»                             | Ирина Дубцова  | Спасена   |
| Алексей Кузнецов     | Песня с кастинга         | «Adagio»                            |                | Спасен    |
| Алексей Кузнецов     | Дуэт с Алессандро Сафина | «Luna tu»                           |                | Спасен    |
| Алексей Кузнецов     | Песня на выбор           | «Романс»                            | Николай Носков | Спасен    |
| Владимир Ткаченко    | Песня с кастинга         | «(Everything I Do) I Do It For You» | Bryan Adams    | Выбыл     |
| Владимир Ткаченко    | Дуэт с Марией Шерифович  | «Молитва»                           |                | Выбыл     |
| Владимир Ткаченко    | Песня на выбор           | «Зима»                              | Эдуард Хиль    | Выбыл     |
| Александр Кривошапко | Песня с кастинга         | «Vivo Per Lei»                      | Андреа Бочелли | Выбыл     |
| Александр Кривошапко | Дуэт с Alexander Rybak   | «Fairytale»                         |                | Выбыл     |
| Александр Кривошапко | Песня на выбор           | «Город которого нет»                | Игорь Корнелюк | Выбыл     |

Прощальная песня: Владимир Ткаченко — You Raise Me Up, Александр Кривошапко — Лебединая верность